# Maurines
Maurines é uma comuna francesa na região administrativa de Auvérnia-Ródano-Alpes, no departamento de Cantal. Estende-se por uma área de 14,25 km². Em 2010 a comuna tinha 110 habitantes (densidade: 7,7 hab./km²).